# Ostpolitik

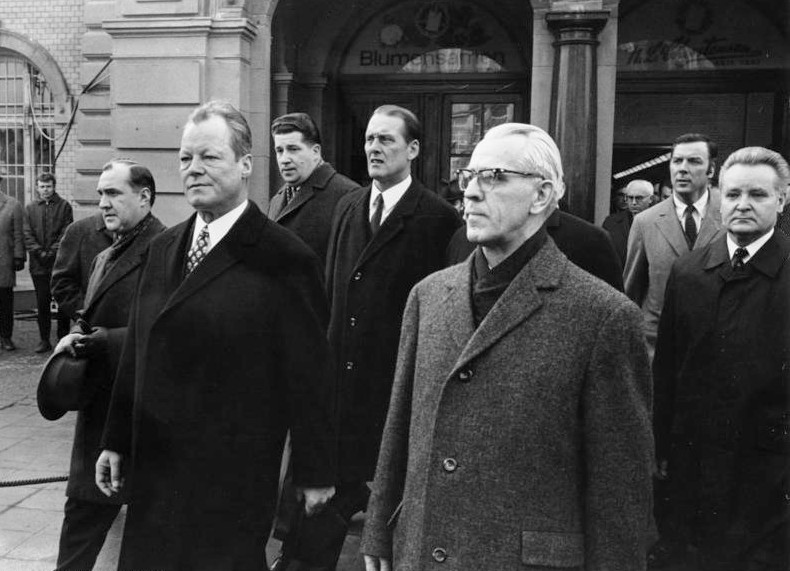
Willy Brandt (vlevo) a Willi Stoph v Erfurtu v roce 1970, první setkání spolkového kancléře s jeho východoněmeckým protějškem. Toto byl jeden z prvních kroků vedoucích k deeskalaci studené války.

Neue Ostpolitik (německy „nová východní politika“), nebo zkráceně Ostpolitik je termín označující normalizaci vztahů mezi Spolkovou republikou Německo (SRN, nebo také „západní Německo“) a východoevropskými státy, především Německou demokratickou republikou (NDR, nebo také „východní Německo“). Duchovním otcem Neue Ostpolitik byl západoněmecký novinář a sociálnědemokratický politik Egon Bahr, který ji nastínil ve svém projevu „Wandel durch Annäherung“ (změna sblížením), proneseném roku 1963 na Evangelické akademii v Tutzingu. Tuto politiku začal aktivně prosazovat Willy Brandt, čtvrtý spolkový kancléř v letech 1969–1974.
Ostpolitik se snažila opustit přístup prosazovaný Křesťanskodemokratickou unií (CDU), která byla západoněmeckou vládní stranou v letech 1949 až 1969. Křesťanští demokraté pod vedením Konrada Adenauera a jeho nástupců se pokoušeli bojovat s komunistickým režimem východního Německa, zatímco Brandtovi sociální demokraté měli za cíl dosažení určitého stupně spolupráce s východním Německem.
Termín Ostpolitik se následně začal užívat také pro soudobé snahy papeže Pavla VI. o navázání vztahů s východoevropskými státy. Podobný termín Nordpolitik někdy označuje podobnou sbližovací politiku mezi Severní a Jižní Koreou započatou v 80. letech 20. století.